# 孙效祖
孙效祖（1931年—），男，辽宁大连人，中国作曲家，曾任中国音乐家协会理事，江西省音乐家协会副主席。